# La Buxerette
La Buxerette ist eine französische Gemeinde mit 111 Einwohnern (Stand: 1. Januar 2022) im Département Indre in der Region Centre-Val de Loire; sie gehört zum Arrondissement La Châtre und zum Kanton Neuvy-Saint-Sépulchre. Die Einwohner werden Buxerettois genannt.

## Geographie
La Buxerette liegt an der oberen Bouzanne, etwa 41 Kilometer südsüdöstlich von Châteauroux. Nachbargemeinden von La Buxerette sind Cluis im Nordwesten und Norden, Saint-Denis-de-Jouhet im Nordosten und Norden, Crozon-sur-Vauvre im Osten und Südosten, Aigurande im Süden sowie Montchevrier im Westen.

## Bevölkerungsentwicklung
| Jahr                       | 1962 | 1968 | 1975 | 1982 | 1990 | 1999 | 2006 | 2013 | 2020 |
| Einwohner                  | 269  | 270  | 205  | 183  | 168  | 128  | 115  | 103  | 117  |
| Quellen: Cassini und INSEE |      |      |      |      |      |      |      |      |      |

## Sehenswürdigkeiten
- Kirche Saint-Mandé aus dem 12./13. Jahrhundert

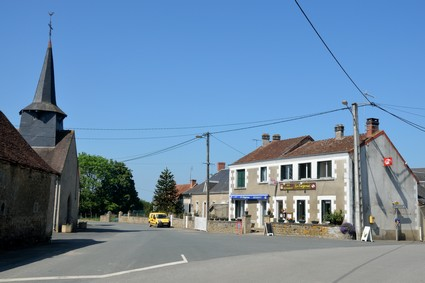
Platz vor der Kirche Saint-Mandé